# Ein tödlicher Traum
Ein tödlicher Traum (Alternativtitel: Eine Frau aus vergangenen Jahren) ist ein US-amerikanisches Filmdrama aus dem Jahr 1980. Die Literaturverfilmung des 1975 erschienenen Romans Bid Time Return von Richard Matheson erzählt die tragische Geschichte eines jungen Schriftstellers, gespielt von Christopher Reeve, der sich in ein altes Foto einer Schauspielerin verliebt, gespielt von Jane Seymour, und in die Zeit zurückreist, um diese Liebe kennenzulernen.

## Handlung
Auf dem „Millfield College“ wird dem angehenden Schriftsteller Richard Collier von einer alten verwirrten Frau eine alte Taschenuhr übergeben mit der Bitte, zu ihr zurückzukehren. Noch bevor Richard sich wundern kann, verschwindet sie auch schon wieder und fährt heim, wo sie kurz darauf verstirbt.
Acht Jahre später ist Richard ein gefeierter Bestsellerautor in Chicago, der aber nicht nur unter dem nächsten Abgabetermin, sondern auch unter einer Schreibblockade leidet, sodass er seinen Wagen nimmt und aufs Land fährt, um den Kopf freizubekommen. Unterwegs entdeckt er das für ihn komplett unbekannte Grand Hotel, in dem er für eine Nacht eincheckt. Da er aber nicht still auf seinem Zimmer sitzen kann, schlendert er durch das Gebäude und gelangt in die „Hall of History“, einen kleinen Raum, wo er ein altes namenloses Gemälde entdeckt. Dieses stellt eine Frau dar, in die er sich sofort verliebt. 
Richard bekommt sie einfach nicht mehr aus dem Kopf, und so beschließt er, nach ihrer Identität zu forschen. Vom Hoteldiener erfährt er, dass es sich um die Schauspielerin Elise McKenna handelt, die 1912 in einem zum Hotel gehörenden Theater aufgetreten war. In einer öffentlichen Bibliothek stellt er darüber hinaus fest, dass die alte Dame, die ihm einst die Uhr gab, eben diese Elise McKenna war.
Daraufhin besucht er Laura Roberts, bei der Elise bis zuletzt wohnte, um mehr über sie herauszufinden. Dabei erfährt er, dass ihr 1912 ein Schicksal widerfahren war, durch welches sie von einer lebensfrohen jungen zu einer schwermütigen, einsamen und zurückgezogenen Frau wurde.
Richard entdeckt im Nachlass von Elise ein Buch über Zeitreisen seines ehemaligen Professors. Er sucht ihn auf und fragt sich, wie so etwas gelingen könne. Der Professor meint, dass man durch Selbsthypnose, gekoppelt mit einer perfekten, der jeweiligen Zeit angepassten Umgebung den Zeitsprung schaffen könne. Also macht Richard sich auf, legt sich einen historischen Anzug und eine ebensolche Frisur zu, und sucht das Zimmer im Grand Hotel. Als er bemerkt, dass jeder Gegenstand, der nicht zur gewünschten Zeit passt, die Hypnose unmöglich macht, gelingt ihm der Zeitsprung zum 27. Juni 1912 um 6 Uhr. Sofort begibt er sich auf die Suche nach Elise und muss freudig feststellen, dass sie ihn, ohne zu wissen, wer er ist, erwartet hat. Doch hält sie ihn zunächst für einen aufdringlichen Fan, sodass sie ihn stehen lässt und mit ihrem Manager, William Fawcett Robinson, weggeht.
Aber Richard gibt nicht auf, und nach einem gemeinsamen Tanz, bei dem er anschließend von Robinson hinausgeworfen wird, schafft er es, einen Nachmittag mit Elise am See zu verbringen. Dabei verliebt sich auch Elise in Richard und erzählt ihm, dass ihr Manager behauptet, eines Tages werde sie die einzig wahre Liebe erleben und sie sich daher für diesen einen Mann aufheben werde. Richard schenkt ihr die Taschenuhr, die sie ihm einst gegeben hat, und beide gehen auf ihr Zimmer, wobei ihr anschließender Kuss von Robinson unterbrochen wird. Er ist entsetzt, dass sein Schützling sich einem anderen Mann an den Hals wirft, und Elise ist wütend, dass Robinson hier die Grenzen ihrer rein geschäftlichen Beziehung überschreitet.
Abends besucht Richard das Theaterstück, in dem Elise die Hauptrolle spielt, und ist von ihrem Spiel bezaubert. Sie selbst hat auf der Bühne eine längere Textpassage, bei der ihr die Gefühle durchgehen und sie den Text abwandelt und indirekt mit Richard spricht, wobei sie laut auf der Bühne sagt, dass sie ihn liebt. So begeistert Richard davon ist, so entsetzt ist Robinson, sieht er doch, dass er anscheinend seine Schauspielerin verliert, weswegen er Richard nach draußen bestellen lässt. Richard erhält die Nachricht erst, kurz nachdem er sah, wie verzweifelt der Fotograf versucht hat, der Schauspielerin ein Lächeln zu entlocken. Elise lächelte erst verliebt, als sie Richard sah, und so entstand das Foto, in das er sich 1980 verliebte. Aber dieser Liebe steht noch Robinson im Weg, der ihm außerhalb des Hotels erklärt, dass er sich nicht seine Schauspielerin kaputtmachen lässt. Doch weil Richard davon nichts wissen will und Robinson seiner besten Absichten versichert, lässt dieser ihn zusammenschlagen, fesseln und in den Pferdestall werfen. Anschließend nutzt er die Gunst der Stunde, erzählt einer aufgelösten Elise, dass Richard sie für immer verlassen habe, niemals zurückkehren werde und sie nun aufbrechen werden.
Als sich Richard aus dem Stall befreien kann, sucht er Elise und als er erfährt, dass sie sofort abreisten, glaubt er, dass er sie nie wieder sehen werde. Doch Elise ließ sich nicht stoppen und kehrte ins Hotel zurück, um Richard wieder in ihre Arme zu schließen. Sie verbringen eine Liebesnacht, und als sie am nächsten Morgen gemeinsam frühstücken, reden sie über ihre gemeinsame Zukunft und über Richards seltsamen Anzug, der seit mindestens 15 Jahren aus der Mode sei. Als Richard ihr den Anzug aber zeigen will und erklärt, wie sehr er ihn mag, entdeckt er eine 1-Cent-Münze mit dem Konterfei von Abraham Lincoln aus dem Jahr 1979. Da diese Münze allerdings nicht in diese Zeit gehört, ist die Hypnose wirkungslos und Richard muss entsetzt feststellen, dass er in seine Zeit zurück katapultiert wird, während er gleichzeitig eine entsetzte und verzweifelte Elise im Jahr 1912 zurücklässt. 
Selbstverständlich versucht der niedergeschlagene und tief getroffene Richard erneut durch Hypnose in jene Zeit zurückzukehren, doch gelingt es ihm nicht. Er bleibt in seiner Zeit hängen und wird von seinem Trennungsschmerz und Liebeskummer aufgefressen, sodass er nach über einer Woche ohne Nahrung verstirbt und erst im Himmel seine geliebte Elise wieder in die Arme schließen kann.

## Entstehungshintergrund

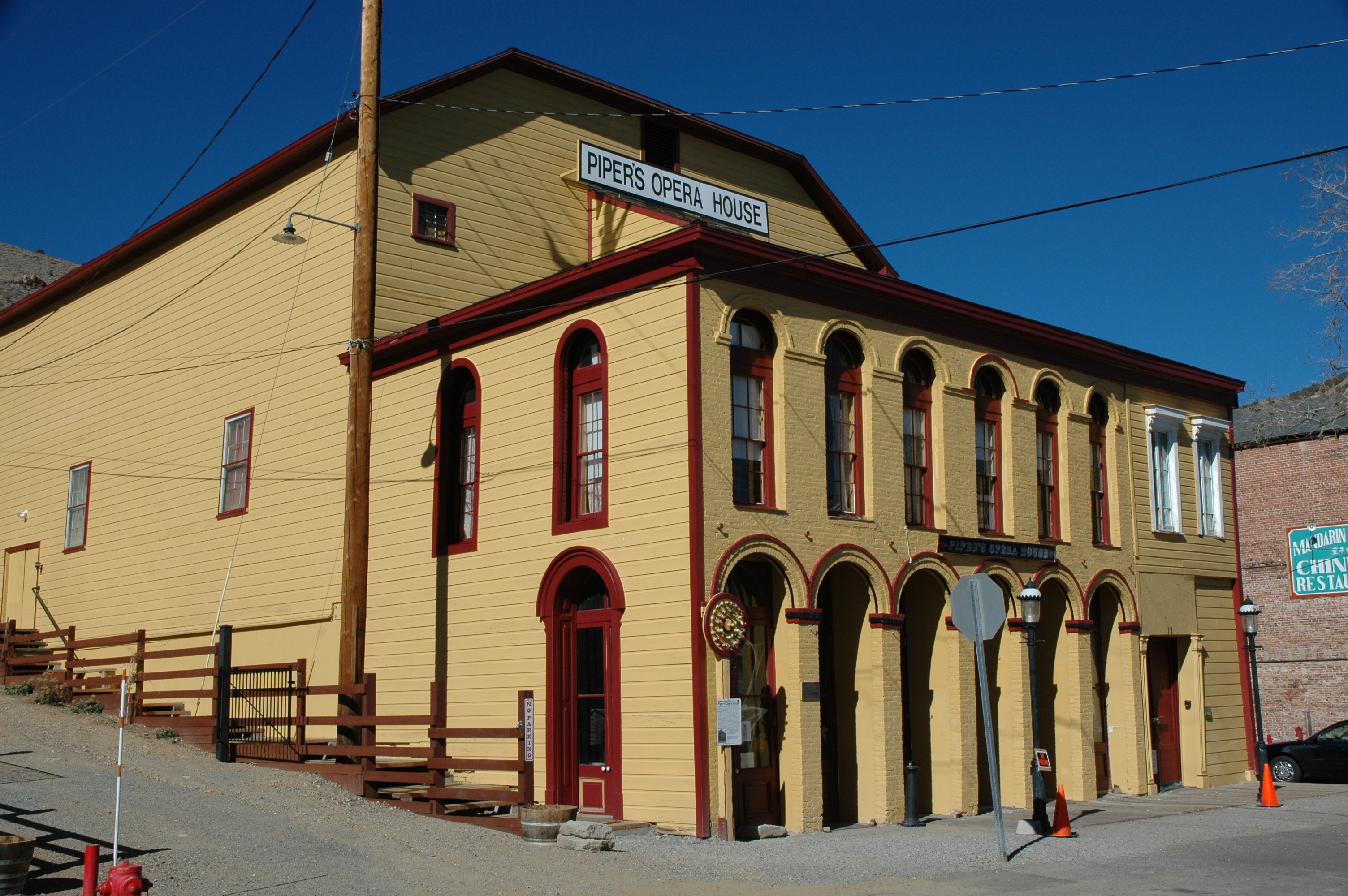
Das „Pipers Opera House“, Ort der Inspiration für die Geschichte

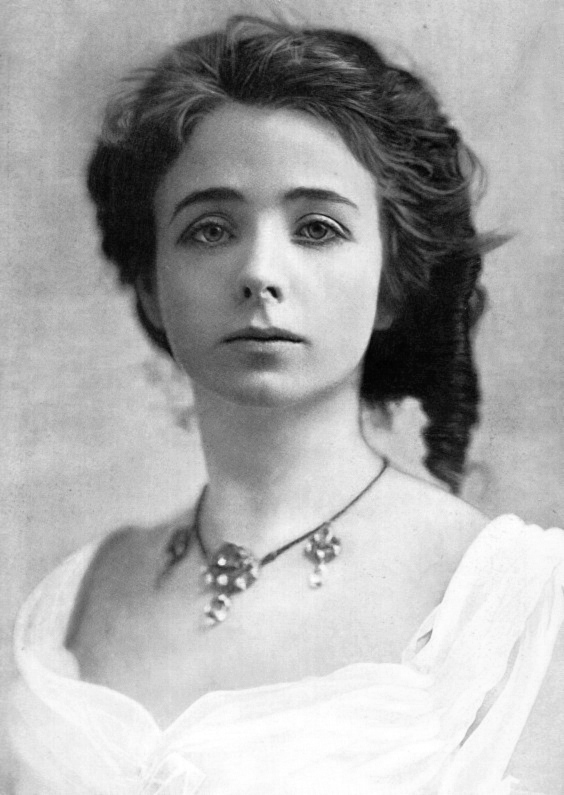
Richard Matheson verliebte sich in dieses Photo von Maude Adams und schrieb daraufhin den Roman Bid Time Return

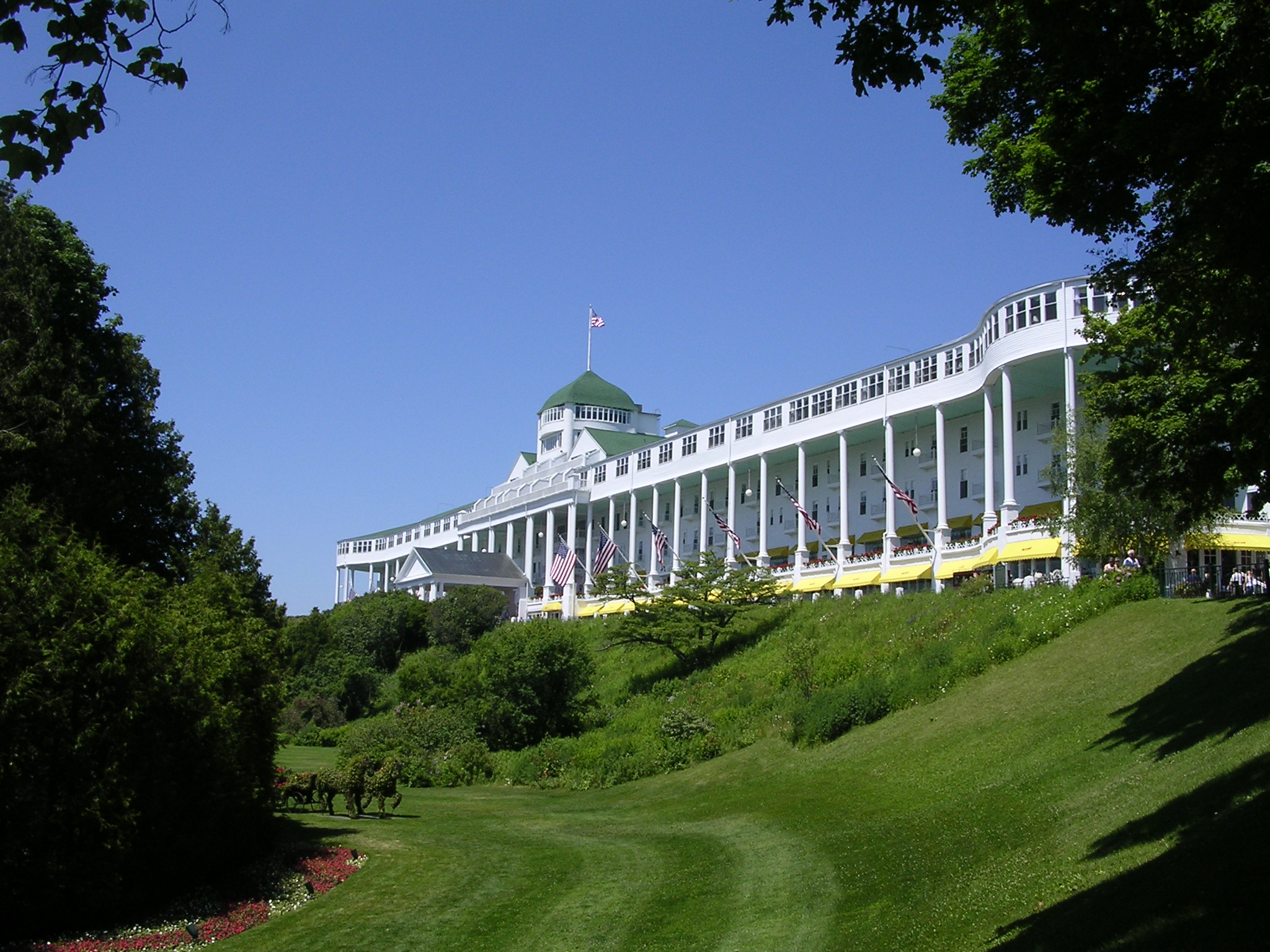
Das Grand Hotel, der Hauptschauplatz der Handlung

### Entstehung des Romans und Adaption
Als der Schriftsteller Richard Matheson mit seiner Familie durchs Land reiste, entdeckte er im Piper’s Opera House in Virginia City das Foto der Schauspielerin Maude Adams, welches er als „großartige Fotografie“ betrachtete. Es inspirierte ihn so sehr, dass er sich in das Bild und die Frau verliebte, sodass er sich die Frage stellte, „was wäre, wenn dies irgendeinem Typen passieren würde, der zurück in die Zeit reisen könnte?“ Daraufhin begann Matheson über das Leben Adams zu recherchieren und war überrascht von ihrer Zurückgezogenheit. Um den Roman zu schreiben, mietete er sich mehrere Wochen ins Hotel del Coronado ein, wo er seine Eindrücke auf ein Diktiergerät sprach und sich in die Rolle des Richard Collier einfühlte. Adams diente seiner Figur der Elise McKenna nahezu identisch als Vorlage. Der Titel des Romans Bid Time Return entstand aus der Zeile aus Shakespeares Drama Richard II., aus der zweiten Szene des dritten Aktes: „O call back yesterday, bid time return“.
Es bestehen einige Unterschiede zwischen Film und Roman: Im Roman reist Richard aus dem Jahr 1971 in das Jahr 1886, während er im Film von 1980 nach 1912 reist. Außerdem wurde die Handlung aus dem Hotel del Coronado ins Grand Hotel verlegt. Während im Film die Zeitreise nicht bezweifelt wird, verstirbt Richard im Buch an einem Hirntumor und die Zeitreise wird als Reihe von Halluzinationen dargestellt. Außerdem existiert die Szene mit der Uhr nicht im Roman und es ist auch nicht Robinson, der von Richards Ankunft sprach, sondern zwei Wahrsagerinnen, die diese prophezeiten.
Im Film spricht Richard Collier mit einem Dr. Finney über dessen Zeitreisebuch. Dies ist eine Anspielung auf den Schriftsteller Jack Finney, dessen Roman Das andere Ufer der Zeit fünf Jahre vor der Vorlage Bid Time Return erschien und mit der gleichen Prämisse des Zeitreisens arbeitet.

### Produktion und Dreharbeiten
Der Film wurde im Grand Hotel sowie im ehemaligen Mackinac College gedreht, die sich auf Mackinac Island in Michigan befinden. Weitere Dreharbeiten fanden in Chicago statt.
Während der Dreharbeiten hatte der Regisseur Jeannot Szwarc Probleme in gemeinsamen Szenen zwischen Christopher Plummer und Christopher Reeve den richtigen Chris anzusprechen, sodass er Plummer mit Mr. Plummer und Reeve mit Bigfoot ansprach.
Da, mit Ausnahme von Notfallfahrzeugen, der Einsatz von Automobilen auf Mackinac Island verboten ist, musste die Stadtverwaltung eine Sondergenehmigung während des Drehs erteilen. Der eigentliche Verkehr ist auf der Insel auf Pferd, Buggy oder Fahrrad beschränkt.
Die damals noch völlig unbekannten William H. Macy, Don Franklin und George Wendt haben jeweils sehr kleine Rollen in dem Film. Richard Matheson hat einen Cameo-Auftritt als Hotelgast und die damaligen Gäste des Hotels wurden als Statisten engagiert.

### Filmmusik
Dass John Barry für die Filmmusik gewonnen werden konnte, ist der langjährigen Freundschaft zwischen Jane Seymour und ihm zu verdanken. Unter normalen Umständen wäre er nicht in Frage gekommen, da sich die Filmemacher seine gewöhnlich deutlich höhere Gage nicht hätten leisten können. Jane Seymour schlug ihn trotzdem vor und Barry akzeptierte.

## Rezeption

### Veröffentlichung
Ursprünglich wurde für den Film ein Produktionsbudget von acht Millionen US-Dollar veranschlagt. Universal Studios wollte dem Film allerdings nur produzieren, wenn er vier Millionen kosten würde. Im Endeffekt waren es 5,1 Mio. US-Dollar. Wegen eines Schauspielerstreiks wurde Reeve und Seymour untersagt, für den Film zu werben. Allerdings konnte der Film dennoch 9,7 Mio. US-Dollar an den Kinokassen einspielen, nachdem er am 3. Oktober 1980 startete. Im deutschsprachigen Raum erhielt der Film keine Kinoveröffentlichung und wurde in der Bundesrepublik lediglich im November 1986 auf VHS veröffentlicht. Auf DVD ist der Film seit dem 31. Oktober 2000 erhältlich.

### Kritiken
„Tragisch endendes Melodram in den Kulissen einer vergangenen Epoche, das beschauliche Unterhaltung in gediegener Inszenierung, mit guten Darstellern und größtenteils überzeugender Konstruktion bietet.“

„Somewhere in Time ist für das Zeitreisen genau das, was die Hindenburg für Luftschiffe war. […] Das Drehbuch ist unbezahlbar (lustig) und, obwohl sowohl Miss Seymour als auch Christopher Plummer […] glaubwürdig spielen, ist es leider Mr. Reeve, der die Stimmung des Films vorgibt: Unglücklicherweise wirken die Qualitäten, die ihn zu so einem idealen Superman machten, nämlich sein ungetrübtes gutes Aussehen, sein Granitprofil, seine strahlende Naivität und sein Eifer, einfach nur noch absurd.“

„Somewhere in Time will, dass wir seinen geschwungenen romantischen Idealismus über eine Liebe teilen, die so groß ist, dass sie nicht nur Jahrzehnte überspannt, sondern auch die Heiligkeit der Zeit verletzt. […] In seinem ersten Film seit Superman kann Reeve allerdings nicht besonders überzeugen. Er wirkt ein wenig stumpf und unbeholfen. Er wirkt so verzweifelt ernst in seiner Liebe für die Schauspielerin, dass er jedes Mal so wirkt, als würde er schielen. Der ganze Film ist so feierlich und so ehrfürchtig zu seinem Thema, dass er im Endeffekt einfach albern ist.“

### Fanclub
1990 gründete Bill Shepard mit International Network of Somewhere In Time Enthusiasts (INSITE) einen Fanclub zum Film, „um sowohl den Film, als auch all jene, die bei der Entstehung des Films mitgewirkt haben, zu ehren“. Insite initiierte einen Gedenkstein zum Film auf Mackinac Island, nahe dem Hotel, wo der Film gedreht wurde. Außerdem bezahlte der Fanclub 1997 Reeves Stern auf dem Hollywood Walk of Fame und sponserte gemeinsam mit einem Fanclub der Fernsehserie Dr. Quinn – Ärztin aus Leidenschaft 1999 Seymours Stern. Außerdem veranstaltet der Fanclub ein jährliches Wochenende im Grand Hotel, bei dem sich alle Gäste dem Film entsprechend kleiden und mit den Filmemachern gemeinsam feiern.

## Auszeichnungen
- eine Nominierung bei der Oscarverleihung 1981 für das Beste Kostümdesign
- eine Nominierung bei dem Golden Globe Awards 1981 für die Beste Filmmusik
- drei Auszeichnungen bei den Saturn Awards 1981 (Bester Fantasyfilm, Beste Filmmusik, Beste Kostüme) und zwei Nominierungen (Beste Hauptdarsteller, Beste Hauptdarstellerin)
- zwei Auszeichnungen beim Fantafestival (Bester Hauptdarsteller, Bester Film)